# اوبرلام
اوبرلام (به آلمانی: Oberalm) یک منطقهٔ مسکونی در اتریش است که در ناحیه هالاین واقع شده‌است. اوبرلام ۶٫۳۹ کیلومتر مربع مساحت دارد ۴۵۲ متر بالاتر از سطح دریا واقع شده‌است.